# Магнитопауза
Магнитопауза (магнетопауза) — граница магнитосферы небесного тела, на которой давление магнитного поля равно давлению окружающей магнитосферу плазмы.
Эквивалентное определение: поверхность, на которой плотность энергии магнитного поля равна плотности кинетической энергии движущейся плазмы, окружающей небесное тело.
В качестве движущейся плазмы могут выступать солнечный или звёздный ветер (в случае планет), аккрецирующая материя (кратные звездные системы), ионизированный межзвёздный газ (звезды с большими собственными скоростями).
Вследствие гидромагнитных эффектов и неустойчивостей магнитопауза может принимать сложную форму (см. Рис.), при этом возможно проникновение ионизированной материи в магнитосферу.